# NCT
NCT (кор. 엔시티) — південнокорейський бой-бенд, сформований компанією SM Entertainment. Концепція гурту передбачає нескінченну кількість учасників проєкту, згрупованих у підрозділи, що мають базуватися в різних світових столицях. Станом на кінець 2021 гурт складається з 23 учасників, що належать до чотирьох різних підрозділів: NCT 127, NCT U, NCT Dream, WayV та NCT Wish.
З усіх підрозділів першим дебютував NCT U — у квітні 2016 року з цифровими синглами «The 7th Sense» і «Without You». Другий підрозділ — NCT 127 — дебютував у липні 2016 року з мініальбомом NCT #127. Третій підрозділ — NCT Dream — дебютував у серпні 2016 року з цифровим синглом «Chewing Gum». Три перелічені вище підрозділи базуються в Сеулі, Південна Корея. Першим підрозділом, спрямованим на зарубіжний, у цьому випадку, китайський ринок, став WayV, що дебютував 17 січня 2019 року з сингл-альбомом The Vision. NCT Wish дебютували з цифровим синглом "WISH" 21 лютого 2024. Підрозділ працює на корейський та японський ринок.
Станом на середину 2024 року до складу NCT належать 25 учасників: Джонні, Тейон, Юта, Кун, Дойон, Тен, Джехьон, Вінвін, Чону, Марк, Ренджун, Джено, Хечан, Джемін, Ченле, Джісон, Ян'ян, Хендері, Сяоджун, Сіон, Ріку, Юші, Джехі, Рьо та Сакуя. Гурт покинули Сончан, Шотаро, Лукас,Теїль.

## Концепція
У січні 2016 засновник S.M. Entertainment Лі Суман провів презентацію під назвою «SMTOWN: Нові культурні технології 2016» («SMTOWN: New Culture Technology 2016»), де він говорив про плани агентства щодо нового бой-бенду, який буде відповідати їхній стратегії «культурного контенту», згідно з якою будуть відбуватись дебюти різних підрозділів, що базуватимуться у різних країнах світу. Ці підрозділи також мали влаштовувати спільні виступи. Цей новий проект мав стати першим бой-бендом з часу дебюту корейсько-китайського гурту EXO у 2012.
Візуально концепція гурту представляє дух майбутнього, вираженого у так званій естетиці sci-fi. Концепція гурту передбачає, що його музичний стиль є експериментальним — сумішшю різних напрямів сучасної електронної музики. Свій вплив на їхню музику має також співпраця з британським продюсерським дуетом LDN Noise, у співпраці з яким було створено, наприклад, композицію «Fire Truck».

## Назва та фандом
Назва «NCT» є акронімом від Neo Culture Technology (укр. «Нові культурні технології»). Офіційна назва фандому — NCTzen (чит. як «енсітізен»), утворена від поєднання «NCT» та англійського «citizen» — українською «мешканець, громадянин»; назва позначає, що всі фанати є «мешканцями» спільноти NCT. Цю назву було оголошено 12 червня 2017 року. Крім того, поширеною є назва «сіджені» («czennie»).

## Історія

### Переддебютний період
Ще у 2013 SM представила SM Rookies — проект, до якого входили трейні (майбутні айдоли), що на той момент проходили стажування в компанії. Усі учасники NCT, окрім Ренджуна і Ченле були його частиною. Джонні, Юта, Тен, Марк та Ренджун стали трейні через прослуховування, тоді як решта учасників NCT потрапили до SM завдяки випадковим знайомствам, особистим пропозиціям менеджерів участі у розважальних шоу.

### 2016: Дебюти NCT U, NCT 127 та NCT Dream
4 квітня 2016 року SM оголосила про склад першого підрозділу NCT — NCT U, до якого мали належати шість учасників: Теіль, Тейон, Дойон, Тен, Джехьон і Марк. Цього року NCT U випустили два цифрових сингли: 9 квітня — «The 7th Sense» та 10 квітня — «Without You» у двох версіях (корейську версію виконали Теіль, Дойон і Джехьон, а китайську — разом з на той момент трейні Куном).
9 квітня 2016 NCT U вперше з'явилися під час прямої трансляції з програмою NCT On Air у додатку Naver TV з гостем із Super Junior Кімjv Хічолем. У цей же день відбувся їхній перший живий виступ у КНР на 16-ій церемонії Music Feng Yun Bang Awards разом з двома іншими китайськими учасниками — Куном та Вінвіном. 15 квітня гурт дебютував у Кореї на музичній програмі Music Bank каналу KBS. Потім учасники NCT U разом учасниками SM Rookies знялися у трьох сезонах реаліті-шоу NCT Life.
1 липня SM оголосила про дебют другого підрозділу NCT — NCT 127. NCT 127 розташований у Сеулі, де номер «127» позначає координату довготи Сеулу. підрозділ на той момент складався з семи учасників: Теіль, Джонні, Тейон, Юта, Дойон, Джехьон, Вінвін, Марк і Хечан. Їхній перший виступ відбувся 7 липня в на сцені музичної програми M Countdown, де вони виконали свої пісні «Fire Truck» і «Once Again» з їхнього альбому. Їхній перший мініальбом NCT #127 вийшов 10 липня у цифровій версії та 11 липня у фізичній версії. 29 липня підрозділ випустив сингл «Taste the Feeling» для проекту SM Station у співпраці з Кока-колою.
18 серпня SM оголосили, що третій підрозділ NCT буде називатися NCT Dream. До складу підрозділу входить сім учасників: Марк, Ренджун, Джено, Хечан, Джемін, Ченле і Джісон. Їхній перший сингл «Chewing Gum» вийшов 24 серпня, а 25 серпня сцені телешоу M Countdown цей підрозділ вперше виступив перед публікою.

### 2017: камбеки NCT 127 і NCT Dream

#### NCT 127
27 грудня, NCT 127 оголосили, що до них приєднаються ще двоє учасників — Джонні і Дойон. 5 січня 2017 відбувся реліз кліпу на «Limitless» і підрозділ виступив на сцені під час M Countdown. Їхній другий мініальбом Limitless вийшов 6 січня 2017 в цифровій версії та 9 січня 2017 у фізичній версії. Limitlessзайняв першу позицію у чарті Billboard World Albums. «Limitless» була названа Dazed Digital як одна з 20 найкращих K-Pop пісень 2017 року.
8 березня 2017 стало відомо, що учасники NCT 127 Джонні і Джехьон стануть DJ нової програми NCT's Night Night SBS Power FM. Трансляція почалася 20 березня.
14 червня 2017 NCT 127 випустили свій третій мініальбом Cherry Bomb. Вперше з виконанням пісень «Cherry Bomb» і «0 Mile» зі свого нового альбому, вони виступили на сцені під час M Countdown. «Cherry Bomb» була вибрана Billboard і Idolator як одна з найкращих K-pop пісень 2017 року.

#### NCT Dream
1 лютого 2017 NCT Dream оголосили, що 9 лютого випустять перший свій сингл-альбом The First. SM Entertainment оголосило, що Джемін не буде брати участь у камбеці нового альбому через проблеми зі здоров'ям. підрозділ виступив на сцені під час телешоу M Countdown, виконавши пісні «My First and Last» і «Dunk Shot». 14 лютого NCT Dream отримали нагороду від музичного шоу The Show телеканалу SBS MTV. Це перше музичне шоу, де підрозділ NCT здобув перемогу. Також NCT Dream стали офіційними послами Молодіжного чемпіонату світу з футболу 2017 від Південної Кореї. 15 березня вони випустили офіційну тематичну пісню «Trigger the Fever».
17 серпня 2017 NCT Dream випустили свій перший мініальбом We Young. З однойменною піснею вони виступили на сцені під час M Countdown.
У грудні 2017 NCT Dream випустили свою першу різдвяну пісню «Joy».

### 2018: проєкт NCT 2018

#### NCT U
У січні учасники NCT U Теіль, Дойон і Джехьон як частину проекту SM Station випустили сингл «Timeless».
19 лютого NCT U випустили відеокліп на сингл «Boss», а 26 лютого — на «Baby Don't Stop», зйомки яких відбувалися у Києві на території Українського дому, автобусного парку № 7 та Національної бібліотеки України імені В. І. Вернадського.

#### NCT 127
8 травня вийшов кліп до японського синглу «Chain». 23 травня відбувся реліз японського мініальбому.

#### NCT 2018
У середині січня 2018 стало відомо про запуск нового проекту — 30 січня 2018 року SM Entertainment випустила дві частини відео під назвою «NCT 2018 Yearbook #1», у якому з'явилися як уже знайомі аудиторії члени гурту, так нові — Кун, Лукас та Чону. Всього проект NCT 2018 налічував 18 учасників. Для просування цього проекту було випущено документальний серіал NCTMentary.
14 березня відбувся реліз повноформатного альбому NCT 2018: Empathy, до якого увійшли треки різних підрозділів NCT: «Boss» від NCT U, «Go» від NCT Dream, «Touch» від NCT 127, а також спільний трек всіх учасників NCT 2018 «Black on Black». Трохи більше, ніж за місяць, обсяг продаж альбому перевищили 300 тис. копій, що дало йому платинову сертифікацію Gaon. Також Empathy посів високі позиції у музичних чартах більш як двох десятків країн, а також чартів Billboard. Також NCT 2018 став першим кей-поп гуртом, що потрапив до чарту Billboard's Emerging Artists. Загалом проект здобув значну популярність за кордоном, зокрема, у США, та відкрив NCT для широкої аудиторії. Всього NCT 2018 від моменту релізу повноформатного альбому NCT 2018: Empathy до припинення промоцій проіснував 3 місяці.

### 2019: дебют WayV, запуск SuperM

#### NCT U
13 грудня Теіль, Дойон, Джехьон та Хечан як мембери NCT U випустили трек у стилі R&B-балади під назвою «Coming Home».

#### NCT 127
26 січня NCT 127 вирушили у свій перший світовий тур NEO CITY — The Origin, який охоплював Південну Корею, Японію, Північну Америку та Європу.
У рамках проекту Global Michael Jackson Tribute, присвяченого 60 дню народження Майкла Джексона, підрозділ знявся у музичному відео американського артиста Джейсона Деруло під назвою «Let's Shut Up and Dance», реліз якого відбувся 22 лютого.
24 травня вийшов четвертий мініальбом NCT 127 We Are Superhuman. Він посів високі позиції у південнокорейських чартах, а також перше місце у чарті Billboard World Album, повторивши успіх Limitless,та 11— у Billboard 200, що було найвищою позицією, яку посідали релізи гурту у цьому чарті. 18 липня було випущено англомовну версію пісні «Highway to Heaven» з цього мініальбому.
3 липня вийшов спільний трек NCT 127 та американської співачки Ava Max під назвою «So Am I».
18 вересня вийшов EDM-трек «Wakey Wakey», який мав стати головним у майбутньому японському повноформатному альбомі. Цей альбом, під назвою Awaken, вийшов 17 квітня. До альбому увійшли як нові композиції японською мовою, так і японські версії старих пісень гурту, а також корейські «Fire Truck» та «Cherry Bomb», раніше видані у інших альбомах гурту. У промоціях цього альбому не брав участі Вінвін.

#### NCT Dream
26 липня відбувся реліз третього мініальбому NCT Dream We Boom з головним треком «Boom». У Південній Кореї він здобув платинову сертифікацію.

#### WayV
17 січня 2019 року з цифровим мініальбомом The Vision дебютував китайський підрозділ NCT — WayV Головна пісня альбому «Regular», а також «Come Back» є китайськими версіями пісень юніту NCT 127, а «Dream Launch» — оригінальним треком. The Vision посів 3-тє місце у чарті Billboard Digital Song Sales, 4-те — у Billboard Social 50. На той час це було найкращим результатом китайського поп-гурту.
9 травня відбувся реліз першого мініальбому Take Off з однойменним головним треком. Кліп на нього було знято у декількох місцях Києва: на території ДП «Антонов», та його літака, на Подільсько-Воскресенському мості та на вулиці Петра Сагайдачного. Take Off посів перше місце у QQ Music та у чартах iTunes 30 країн світу, у тому числі і в Україні.
29 жовтня WayV випустили свій другий мініальбом Take Over The Moon з головним треком «Moonwalk». З цим альбомом гурт вперше опинився у чарті Billboard Heatseekers Albums на 24 позиції, а також на 5 місці південнокорейського Gaon Album Chart. Наступного дня після релізу Take Over The Moon, 30 жовтня, гурт вперше з'явився на південнокорейському телебаченні у музичній програмі Show Champion телеканалу MBC Music. 5 листопада відбувся реліз англомовної версії бісайду з цього альбому — пісні «Love Talk». У тиждень релізу вона посіла 3-тє місце у чарті Billboard World Digital Song Sales.

#### SuperM
10 серпня SM Entertainment та U.S. Capitol оголосили про запуск нового проекту — гурту SuperM, до складу якого увійшли учасники різних проектів SM: Тейон та Марк з NCT 127, Лукас і Тен з WayV, Кай та Бекхьон з EXO, Темін з SHINee. Дебют SuperM відбувся 4 жовтня 2019 року з мініальбомом SuperM та синглом «Jopping».

### 2020: перезапуск NCT Dream, перший повноформатний альбом WayV, представлення нових учасників

#### NCT 127
27 січня NCT 127 випустили музичне відео до «Dreams Come True».
6 березня вийшов другий повноформатний альбом NCT під назвою NCT #127 Neo Zone з головним треком «Kick It». Тут вперше після тривалої перерви, пов'язаної зі станом здоров'я, з'явився Чону. Також це був вже третій реліз поспіль, у якому не брав участі ВінВін, який у той час мав промоції разом з WayV. NCT #127 Neo Zone став тричі платиновим з продажами, що перевищили 750 тис. копій.
19 травня вийшла репак-версія цього альбому під назвою NCT #127 Neo Zone: The Final Round, головним треком якого став «Punch». 20 травня на «Punch» було випущено кліп, заснований на естетиці пізніх 1980-х. NCT #127 Neo Zone: The Final Round посів високі позиції у корейських чартах, а також став двічі платиновим.

#### NCT Dream
29 квітня NCT Dream випустили свій четвертий мініальбом Reload з головним треком «Ridin'». Це був перший реліз NCT Dream як фіксованого підрозділу, до якого належатимуть сім учасників: Ренджун, Джено, Хечан, Джемін, Ченле, Джісон та Марк (який раніше був виключений з його складу). Так компанія відмовилася від попередньої концепції, яка передбачала, що склад учасників не є фіксованим: учасники «випускаються» і переходять до інших підрозділів, коли за корейським ліком їм виповнюється 20 років (19 у світі). Reload здобув дві платинові сертифікації у Південній Кореї, що означає, що було продано більше півмільйона копій цього альбому.

#### WayV
9 червня було випущено цифрову версію першого повноформатного альбому гурту Awaken the World, головною композицією якого стала «Turn Back Time». Кліп на неї вийшов 10 червня. Фізичні копії альбому з'явилися у продажу 18 червня. Того ж дня вийшла і корейська версія «Turn Back Time». У рамках промоцій нового альбому WayV виступили на кількох південнокорейських музичних телешоу: Music Bank, Show! Music Core та The Show.
Awaken the World став першим релізом гурту, що опинився у японських чартах Billboard Japan Hot Albums та Oricon Weekly Albums Chart. Крім того, всі треки з Awaken the World потрапили до першої десятки китайського чарту QQ Music, а головна пісня альбому «Turn Back Time» посіла 12-ту позицію у Billboard World Digital Song Sales. 29 липня було випущено англомовну версію пісні «Bad Alive» з альбому Awaken the World, а наступного дня було представлено кліп на неї.

#### NCT 2020
У вересні було представлено проект NCT 2020, у якому мали взяти участь 21 вже відомий учасник NCT, а також два нові — Шотаро (Shotaro) та Сончана (Sungchan). Їхній дебют відбувся 27 листопада на музичному телешоу Music Bank телеканалу KBS у складі підрозділу NCT U. У рамках проекту NCT 2020 було заплановано два повноформатні альбоми: NCT 2020: Resonance Pt. 1 та NCT 2020: Resonance Pt. 2. 12 жовтня було випущено альбом NCT 2020: Resonance Pt. 1, а також кліп на його головну пісню «Make a Wish (Birthday Song)», виконану підрозділом NCT U. У перший тиждень після релізу було продано більше мільйона його копій. 23 листопада вийшла друга частина альбому — NCT 2020: Resonance Pt. 2. Того ж дня відбувся реліз кліпу «90's Love» до пісні з альбому NCT 2020: Resonance Pt. 2. У кліпі у образах хокеїстів знялись її виконавці: Тен, ВівВін, Марк, Джено, Хечан, Ян'ян та Сончан. Як пісня, так і кліп натхненні естетикою 1990-х. 27 листопада було випущено кліп на головну пісню другої частини альбому — «Work It», у записі якої взяли участь Джонні, Юта, Тен, Чону, Хендері, Джемін та Джісон.

### 2021

#### NCT 127
17 лютого вийшов другий японський мініальбом підрозділу NCT 127 під назвою LOVEHOLIC. Того ж дня було оприлюднено кліп на головну пісню «gimme gimme». Крім оригінальних треків японською мовою, до мініальбому було включено японську версію «Kick It».
5 жовтня 2021 року вийшла репак-версія Sticker — Favorite з головним синглом «Favorite (Vampire)». Вона отримала 1,06 мільйона попередніх замовлень і 1,1 мільйон продажів у перший тиждень після виходу. Станом на 3 листопада 2021 року продажі Sticker і Favorite спільно становили 3,58 мільйона копій, що зробило його найбільш продаваним альбомом виконавця з SM Entertainment. 17 грудня NCT 127 трьома концертами в Gocheok Sky Dome у Сеулі розпочали свій другий світовий тур під назвою Neo City: Seoul — The Link.
З 22 травня по 26 червня NCT 127 продовжили концертний тур по Японії та Південно-Східній Азії.

### 2022: активна концертна діяльність

#### NCT 127: вихід повноформатного альбому2 Baddies
16 вересня відбувся реліз четвертого повноформатного альбому 2 Baddies з однойменним головним синглом. У перший тиждень після релізу було продано 1,5 млн копій.
Реліз потрапив на 3-тю позицію чарту Billboard 200. Baddies посів 3-тю позицію в австралійських чартах ARIA Charts.
У жовтні NCT 127 продовжили концертну діяльність у рамках північноамериканського етапу «Neo City — The Link». 22 і 23 жовтня підрозділ виступить із дводенним спеціальним концертом на Олімпійському стадіоні в Сеулі, найбільшому концертному стадіоні Південної Кореї. Шоу під назвою «Neo City: Seoul — The Link+» включало новий сет-лист, що містив треки з їхнього четвертого альбому 2 Baddies. Також було заплановано виступи на виставці Indonesia Convention Exhibition у Джакарті, Індонезія, 4 та 5 листопада.

#### NCT Dream: розвиток комерційного успіху
28 лютого 2022 року було оголошено, що 28 березня NCT Dream випустять свій другий студійний альбом Glitch Mode, який міститиме одинадцять треків, включаючи однойменний головний сингл. Попередні замовлення на альбом перевищили два мільйони копій у день релізу, побивши їхній попередній особистий рекорд у 1,71 мільйона попередніх замовлень на Hot Sauce. Glitch Mode зафіксував продажі 2 100 339 примірників протягом одного тижня, побивши попередній особистий рекорд групи у 2 мільйони проданих примірників за 16 днів для Hot Sauce. Альбом дебютував на п'ятдесятій позиції Billboard 200, ставши першим записом NCT Dream у цьому чарті. 30 травня 2022 року гурт випустив репак свого другого студійного альбому під назвою Beatbox, який містив чотири нові треки включно з однойменним головним синглом. На підтримку Glitch Mode гурт вирушив у тур The Dream Show 2: In A Dream. Концертний фільм NCT Dream The Movie: In A Dream вийшов у кінотеатрах багатьох країн світу у грудні 2022 року.
19 грудня NCT Dream випустили «спеціальний зимовий» мініальбом Candy. Композиції з нього, включно з однойменним головним синглом, спочатку випущеним гуртом H.O.T, стали доступні на потокових сервісах з 16 грудня.

#### WayV: мініальбомPhantomу складі шести учасників
Спочатку було анонсовано, що четвертий мініальбом WayV під назвою Phantom, у запису якого взяло шість учасників, вийде 9 грудня 2022 року. Проте його було відкладено через смерть одного з високопосадовців КНР. Тому реліз відбувся 28 грудня. На підтримку релізу WayV вирушили у світовий фанмітинг тур, що розпочався у лютому.

### 2023: реорагнізація гурту та юнітів, сольний дебютТейона, проєкт NCT 2023

#### NCT 127
У січні 2023 гурт проддовжив свій світовий тур містами США  — Чикаго та Атланті  — та Латинської Америки, провівши концерти у Сан-Паулу, Сантьяго, Боготі та Мехіко.
30 січня було випущено альбом-репак 2 Baddies під назвою Ay-Yo. До нього увійшли три нові пісні, зокрема, одноймений головний трек.

#### NCT Dream: японський дебют підрозділу та третій повнофоматний альбомISTJ
8 лютого 2023 року відбувся реліз японського сингл-альбому «Best Friend Ever» з однойменним заголовним синглом. Наступного дня після релізу він посів перше місце японського чарту синглів Oricon. Так відбувся японський дебют гурту.
17 липня відбувся реліз третього повноформатного альбому гурту ISTJ, що мав експериментальне звучання, яке відсилало до треків гуртів другого покоління компанії SM. Наприкінці серпня заголовна пісня альбому — «ISTJ» потрапила до чарту Billboard 200, де посіла 28 місце.

#### NCT DoJaeJung
17 квітня дебютував новий постійний юніт NCT DoJaeJung, що складається із Дойона, Джехьона та Чону. Назва була утворена із перших складів імен учасників латиницею: «Do» від Doyoung (Дойон), «Jae» із Jaehyun (Джехьон) та «Jung» з Jungwoo (Чону). Дебют відбувся із мініальбомом Perfume та однойменним заголовним треком. Вперше юніт з'явився на публіці ще до свого офіційного дебюту, виступивши із композицією «Can We Go Back» на концерті NCT 127 «Neo City: Seoul — The Link+» та на фестивалі MBC Gayo Daejejeon — 2022.

#### Реорганізація
10 травня SM Entertainment повідомили, що Лукас більше не є учасником проєктів NCT та WayV, й пообіцяли його подальші сольні активності. 24 травня було офіційно оголошено, що Сончан та Шотаро покидають NCT, щоб приєднатися до нового, поки неназваного юнацького гурту SM. Також було порвідомлено, що трейні проєкту SM Rookies Инсок та Синхан теж дебютуюють у цьому гурті, тоді як третій трейні, Шьоей, покинув компанію.

#### Сольна активністьТейона
5 червня Тейон випустив свій перший мініальбом Shalala. Таким чином він став першим мембером NCT із сольним просуванням.

#### NCT 2023:Golden Age
28 серпня відбувся реліз спільного повноформатного альбому всього проєкту — Golden Age. У наступні після релізу дні було випущено музичні відео на різні треки цього альбому. Також було заплановано виступи на музичних телешоу команди з Тейона, Дойона, Тена, Джехьона та Марка з треком «Baggy Jeans». Для просування Golden Age було заплановано низку спільних для всього гурту стадіонних концертів у Японії та Південній Кореї на період серпня-вересня 2023 року. Цей тур отримав назву NCT Nation: To The World.

### 2024
28 серпня 2024 року у офіційних соціальних мережах компанії SM було розміщено повідомлення про те, що Теїль більше не є учаником гурту у зв'язку з кримінальним розслідуванням (sexual offense), що ведеться проти нього.

## Учасники
| Сценічний псевдонім | Сценічний псевдонім | Сценічний псевдонім | Справжнє ім'я                      | Справжнє ім'я                 | Справжнє ім'я               | Дата дебюту    | Підрозділ | Підрозділ | Підрозділ | Підрозділ | Підрозділ | Підрозділ | Позиція у гурті                   | Дата народження             | Місце народження                   |
| Хангилем            | Латиницею           | Українською         | Хангилем / рідні мови              | Латиницею                     | Українською                 | Дата дебюту    | U         | 127       | Dream     | WayV      | DoJaeJung | Tokyo     | Позиція у гурті                   | Дата народження             | Місце народження                   |
| ------------------- | ------------------- | ------------------- | ---------------------------------- | ----------------------------- | --------------------------- | -------------- | --------- | --------- | --------- | --------- | --------- | --------- | --------------------------------- | --------------------------- | ---------------------------------- |
| 도영                | Doyoung             | Дойон               | 김동영‬                             | Kim Dongyoung                 | Кім Донйон                  | 9 квітня 2016  |           |           |           |           |           |           | Вокаліст                          | 1 лютого 1996 (29 років)    | Курі, Кьонгідо Південна Корея      |
| 재현                | Jaehyun             | Джехьон             | При нар. 정재현, змінено на 정윤오 | Jeong Jaehyun / Jeong Yoonoh  | Чон Джехьон / Чон Юно       | 9 квітня 2016  |           |           |           |           |           |           | Вокаліст, танцюрист, віжуал       | 14 лютого 1997 (28 років)   | Сеул, Південна Корея               |
| 태용                | Taeyong             | Тейон               | 이태용                             | Lee Taeyong                   | Лі Тейон                    | 15 квітня 2016 |           |           |           |           |           |           | Репер, танцюрист, лідер NCT 127   | 1 липня 1995 (30 років)     | Сеул, Південна Корея               |
| 텐                  | Ten                 | Тен                 | ชิตพล ลี้ชัยพรกุล                       | Chittaphon Leechaiyapornkul   | Чіттапон Лічаяпорнкул       | 15 квітня 2016 |           |           |           |           |           |           | Репер, танцюрист, вокаліст        | 27 лютого 1996 (29 років)   | Бангкок, Таїланд                   |
| 마크                | Mark                | Марк                | 이민형 / Mark Lee                  | Lee Minhyun / Mark Lee        | Лі Мінхьон / Марк Лі        | 15 квітня 2016 |           |           |           |           |           |           | Репер, танцюрист, лідер NCT Dream | 2 серпня 1999 (26 років)    | Торонто, Канада                    |
| 유타                | Yuta                | Юта                 | 中本悠太                           | Nakamoto Yuta                 | Накамото Юта                | 7 липня 2016   |           |           |           |           |           |           | Вокаліст, репер, віжуал           | 26 жовтня 1995 (29 років)   | Осака, Японія                      |
| 윈윈                | WinWin              | Вінвін              | 董思成                             | Dong Sicheng                  | Дон Січен                   | 7 липня 2016   |           |           |           |           |           |           | Танцюрист, вокаліст               | 28 жовтня 1997 (27 років)   | Чжецзян, КНР                       |
| 해찬                | Haechan             | Хечан               | 이동혁                             | Lee Donghyuck                 | Лі Донхьок                  | 7 липня 2016   |           |           |           |           |           |           | Танцюрист, вокаліст               | 6 червня 2000 (25 років)    | Сеул, Південна Корея               |
| 런쥔                | Renjun              | Ренджун             | 黄仁俊                             | Huang Renjun                  | Хван Ренджун                | 25 серпня 2016 |           |           |           |           |           |           | Вокаліст, танцюрист               | 23 березня 2000 (25 років)  | Цзілінь, КНР                       |
| 제노                | Jeno                | Джено               | 이제노                             | Lee Jeno                      | Лі Джено                    | 25 серпня 2016 |           |           |           |           |           |           | Репер, танцюрист, вокаліст        | 23 квітня 2000 (25 років)   | Інчхон, Південна Корея             |
| 재민                | Jaemin              | Джемін              | 나재민                             | Na Jaemin                     | На Джемін                   | 25 серпня 2016 |           |           |           |           |           |           | Репер, танцюрист, вокаліст        | 13 серпня 2000 (24 роки)    | Чонджу, Південна Корея             |
| 천러                | Chenle              | Ченле               | 钟辰乐                             | Zhong Chenle                  | Чжун Ченле                  | 25 серпня 2016 |           |           |           |           |           |           | Вокаліст                          | 22 листопада 2001 (23 роки) | Шанхай, КНР                        |
| 지성                | Jisung              | Джісон              | 박지성                             | Park Jisung                   | Пак Джісон                  | 25 серпня 2016 |           |           |           |           |           |           | Репер, танцюрист, вокаліст, макне | 5 лютого 2002 (23 роки)     | Сеул, Південна Корея               |
| 쟈니                | Johnny              | Джонні              | 서영호 / —                         | Seo Youngho / John Jun Suh    | Со Йонхо / Джон Чун Со      | 5 січня 2017   |           |           |           |           |           |           | Репер, танцюрист, вокаліст        | 9 лютого 1995 (30 років)    | Чикаго, США                        |
| 정우                | Jungwoo             | Чону                | 김정우                             | Kim Jungwoo                   | Кім Чону                    | 22 лютого 2018 |           |           |           |           |           |           | Танцюрист, вокаліст               | 19 лютого 1998 (27 років)   | Санбон-дон, Кунпхо, Південна Корея |
| 쿤                  | Kun                 | Кун                 | 錢錕                               | Qian Kun                      | Цянь Кун                    | 18 квітня 2018 |           |           |           |           |           |           | Вокаліст, репер, лідер WayV       | 1 січня 1996 (29 років)     | Фуцзянь, КНР                       |
| 샤오준              | Xiaojun             | Сяоджун             | 肖德俊                             | Xiao Dejun                    | Сяо Деджун                  | 17 січня 2019  |           |           |           |           |           |           | Вокаліст                          | 8 серпня 1999 (25 років)    | Гуандун, КНР                       |
| 헨더리              | Hendery             | Хендері             | 黃冠亨                             | Huang Guanheng / Wong Kunhang | Хван Гуаньхен / Вон Куньхан | 17 січня 2019  |           |           |           |           |           |           | Репер, танцюрист, вокаліст        | 28 вересня 1999 (25 років)  | Макао                              |
| 양양                | YangYang            | Ян'ян               | 刘扬扬                             | Liu YangYang                  | Лю Ян'Ян                    | 17 січня 2019  |           |           |           |           |           |           | Репер, танцюрист                  | 10 жовтня 2000 (24 роки)    | Тайвань                            |
| Колишні учасники    |                     |                     |                                    |                               |                             |                |           |           |           |           |           |           |                                   |                             |                                    |
| 태일                | Taeil               | Теїль               | 문태일                             | Moon Taeil                    | Мун Теїль                   |                |           |           |           |           |           |           | Вокаліст                          | 14 червня 1994 (31 рік)     | Сеул, Південна Корея               |
| 루카스              | Lucas               | Лукас               | 黃旭熙                             | Huang Xuxi / Wong Yuk-hei     | Хван Сюсі / Вон Юкхей       | 22 лютого 2018 |           |           |           |           |           |           | Танцюрист, репер                  | 25 січня 1999 (26 років)    | Гонконг                            |
| 성찬                | Sungchan            | Сончан              | 정성찬                             | Jung Sungchan                 | Чон Сончан                  | 12 жовтня 2020 |           |           |           |           |           |           | Репер                             | 13 вересня 2001 (23 роки)   | Сеул, Південна Корея               |
| 쇼타로              | Shotaro             | Шотаро              | 大崎将太郎                         | Osaki Shotaro                 | Осакі Шотаро                | 12 жовтня 2020 |           |           |           |           |           |           | Репер, танцюрист                  | 25 листопада 2000 (24 роки) | Канаґава, Японія                   |

### Підрозділи
- NCT U (На даний момент всі учасники NCT є учасниками NCT U)
- NCT 127 (Джонні, Тейон, Юта, Дойон, Джехьон, ВінВін, Марк, Хечан, Чону)
- NCT Dream (Марк, Ренджун, Джено, Хечан, Джемін, Ченле, Джісон)
- WayV (Тен, Кун, Вінвін, Ян'ян, Сяоджун, Хендері)
- NCT DoJaeJung (Дойон, Джехьон, Чону)

## Дискографія
| NCT 2018 - NCT 2018 Empathy (2018) NCT 127 - Regular-Irregular (2018) - Awaken (японський реліз) (2019) - Neo Zone (2020) - 2 Baddies (2022) NCT Dream - Hot Sauce (2021) - Glitch Mode (2022) - ISTJ (2023) WayV - Awaken the World (2020) NCT 2020 - NCT 2020 Resonance Pt. 1 (2020) - NCT 2020 Resonance Pt. 2 (2020) NCT 2023 - Golden Age (2023) | NCT 127 - NCT #127 (2016) - Limitless (2017) - Cherry Bomb (2017) - Chain (японський реліз) (2018) - We Are Superhuman (2019) - Loveholic (японський реліз) (2021) NCT Dream - We Young (2017) - We Go Up (2018) - We Boom (2019) - Reload (2020) WayV - Take Off (2019) - Take Over the Moon (2019) - Phantom (2022) NCT DoJaeJung - Perfume (2023) | NCT Dream - Chewing Gum (2016) - Joy (2017) - Candle Light (2018) - Don't Need Your Love (2019) - Best Friends Ever (2023) (японський реліз) WayV - The Vision (2019) | NCT 127 - Regulate (2018) - Neo Zone: The Final Round (2020) - Ay-Yo (2023) NCT Dream - Hello Future (2021) - Beatbox (2022) WayV - Take Over the Moon — Sequel (2020) |

## Фільмографія

#### Реаліті-шоу
- NCT Life (2016 —)
- NCT World 2.0 (2020)
- WayVision (WayV) (2020)
- Mtopia (SuperM) (2020)
- NCT Universe: LASTART (2023)

#### Документальні проєкти
- NCTmentary[141]
- NCT 127: The Lost Boys (2023)

## Нагороди та номінації

### Корейські нагороди
| Рік                          | Отримувач          | Номінант           | Номінація                                | Результат          | Прим.                   |
| Asia Artist Awards           | Asia Artist Awards | Asia Artist Awards | Asia Artist Awards                       | Asia Artist Awards | Asia Artist Awards      |
| ---------------------------- | ------------------ | ------------------ | ---------------------------------------- | ------------------ | ----------------------- |
| 2016                         | NCT                | NCT                | Popularity Award (Singer)                | Номінація          |                         |
| 2016                         | NCT 127            | NCT 127            | Best Rookie Award                        | Перемога           | [ 142 ]                 |
| 2018                         | NCT                | NCT                | Popularity Award (Singer)                | Номінація          | [ 143 ]                 |
| 2020                         | NCT                | NCT                | Album of the Year                        | Перемога           | [ 143 ]                 |
| 2020                         | NCT 127            | NCT 127            | Best Artist                              | Перемога           | [ 143 ]                 |
| 2020                         | NCT Dream          | NCT Dream          | Best Emotive                             | Перемога           | [ 143 ]                 |
| 2020                         | WayV               | WayV               | Asia Celebrity                           | Перемога           | [ 143 ]                 |
| Gaon Chart Music Awards      |                    |                    |                                          |                    |                         |
| 2017                         | NCT 127            | NCT 127            | New Artist of the Year                   | Перемога           | [ 144 ]                 |
| 2018                         | NCT 127            | Cherry Bomb        | Album of the Year — 2nd Quarter          | Номінація          |                         |
| 2019                         | NCT                | NCT 2018 Empathy   | Album of the Year — 1st Quarter          | Номінація          |                         |
| 2019                         | NCT Dream          | We Go Up           | Album of the Year — 3rd Quarter          | Номінація          |                         |
| 2019                         | NCT 127            | Regular-Irregular  | Album of the Year — 4th Quarter          | Номінація          |                         |
| 2020                         | NCT 127            | We Are Superhuman  | Album of the Year — 2nd Quarter          | Номінація          |                         |
| 2020                         | NCT Dream          | NCT Dream          | Hot Performance of the Year              | Перемога           | [ 145 ]                 |
| Golden Disc Awards           |                    |                    |                                          |                    |                         |
| 2017                         | NCT 127            | NCT 127            | New Artist of the Year                   | Перемога           | [ 146 ]                 |
|                              | NCT 127            | Disk Bonsang       | NCT #127                                 | Номінація          |                         |
| 2018                         | NCT 127            | Cherry Bomb        | Disk Bonsang                             | Номінація          | [ 147 ]                 |
| 2018                         | NCT 127            | NCT 127            | Global Popularity Award                  | Номінація          | [ 148 ]                 |
| 2019                         | NCT 127            | NCT 127            | NetEase Most Popular K-pop Star          | Номінація          |                         |
| 2019                         | NCT 127            | NCT 127            | Popularity Award                         | Номінація          |                         |
| 2019                         | NCT 127            | Regular-Irregular  | Disk Daesang                             | Номінація          |                         |
| 2019                         | NCT 127            | Regular-Irregular  | Disk Bonsang                             | Перемога           |                         |
| 2019                         | NCT                | NCT 2018 Empathy   | Disk Bonsang                             | Номінація          |                         |
| 2019                         | NCT                | NCT                | Popularity Award                         | Номінація          |                         |
| 2019                         | NCT                | NCT                | NetEase Most Popular K-pop Star          | Номінація          |                         |
| 2020                         | NCT Dream          | We Boom            | Disk Daesang                             | Номінація          | [ 149 ]                 |
| 2020                         | NCT Dream          | We Boom            | Disk Bonsang                             | Перемога           | [ 149 ]                 |
| 2020                         | NCT Dream          | NCT Dream          | Popularity Award                         | Номінація          |                         |
| Korea Popular Music Awards   |                    |                    |                                          |                    |                         |
| 2018                         | NCT 127            | NCT 127            | Bonsang Award                            | Перемога           |                         |
| Korean Music Awards          |                    |                    |                                          |                    |                         |
| 2018                         | NCT 127            | «Cherry Bomb»      | Best Pop Song                            | Номінація          | [ 150 ]                 |
| Melon Music Awards           |                    |                    |                                          |                    |                         |
| 2016                         | NCT 127            | NCT 127            | Best New Artist                          | Номінація          |                         |
| 2020                         | NCT 127            | Neo Zone           | Album of the Year                        |                    | [ 151 ]                 |
| 2020                         | NCT Dream          | 'Ridin''           | Best Dance Track (Male)                  |                    | [ 151 ]                 |
| Mnet Asian Music Awards      |                    |                    |                                          |                    |                         |
| 2016                         | NCT 127            | NCT 127            | Best New Artist (Male Group)             | Перемога           | [ 152 ]                 |
| 2017                         | NCT 127            | «Cherry Bomb»      | Best Dance Performance — Male Group      | Номінація          | [ 153 ]                 |
| 2017                         | NCT 127            | NCT 127            | New Asian Artist                         | Перемога           | [ 154 ]                 |
| 2018                         | NCT 127            | NCT 127            | Best Male Group                          | Номінація          |                         |
| 2018                         | NCT 127            | NCT 127            | Worldwide Fans' Choice Top 10            | Перемога           |                         |
| 2018                         | NCT 127            | NCT 127            | Worldwide Icon of the Year               | Номінація          |                         |
| 2018                         | NCT 127            | NCT 127            | Artist of the Year                       | Номінація          |                         |
| 2019                         | NCT 127            | NCT 127            | Best Male Group                          | Номінація          | [ 155 ]                 |
| 2019                         | NCT 127            | NCT 127            | Artist of the Year                       | Номінація          | [ 155 ]                 |
| 2019                         | NCT 127            | NCT 127            | Worldwide Fans' Choice Top 10            | Номінація          | [ 155 ]                 |
| 2019                         | WayV               | WayV               | Best New Asian Artist                    | Перемога           | [ 156 ]                 |
| Seoul Music Awards           |                    |                    |                                          |                    |                         |
| 2017                         | NCT 127            | NCT 127            | New Artist of the Year                   | Перемога           | [ 157 ]                 |
| 2018                         | NCT 127            | NCT 127            | Bonsang Award                            | Номінація          | [ 158 ]                 |
| 2018                         | NCT 127            | NCT 127            | Popularity Award                         | Номінація          | [ 158 ]                 |
| 2018                         | NCT 127            | NCT 127            | Hallyu Special Award                     | Номінація          | [ 158 ]                 |
| 2018                         | NCT 127            | NCT 127            | TikTok Dance Performance Award           | Перемога           | [ 159 ]                 |
| 2019                         | NCT 127            | NCT 127            | Daesang Award                            | Номінація          |                         |
| 2019                         | NCT 127            | NCT 127            | Bonsang Award                            | Перемога           |                         |
| 2019                         | NCT 127            | NCT 127            | Popularity Award                         | Номінація          |                         |
| 2019                         | NCT 127            | NCT 127            | Hallyu Special Award                     | Номінація          |                         |
| 2020                         | NCT 127            | NCT 127            | Bonsang Award                            | Номінація          | [ 160 ] [ 161 ] [ 162 ] |
| 2020                         | NCT 127            | NCT 127            | Hallyu Special Award                     | Номінація          | [ 160 ] [ 161 ] [ 162 ] |
| 2020                         | NCT 127            | NCT 127            | Popularity Award                         | Номінація          | [ 160 ] [ 161 ] [ 162 ] |
| 2020                         | NCT 127            | NCT 127            | QQ Music Most Popular K-Pop Artist Award | Номінація          | [ 160 ] [ 161 ] [ 162 ] |
| 2020                         | NCT Dream          | NCT Dream          | Daesang Award                            | Номінація          | [ 160 ] [ 161 ] [ 162 ] |
| 2020                         | NCT Dream          | NCT Dream          | Bonsang Award                            | Перемога           | [ 160 ] [ 161 ] [ 162 ] |
| 2020                         | NCT Dream          | NCT Dream          | Hallyu Special Award                     | Номінація          | [ 160 ] [ 161 ] [ 162 ] |
| 2020                         | NCT Dream          | NCT Dream          | Popularity Award                         | Номінація          | [ 160 ] [ 161 ] [ 162 ] |
| 2020                         | NCT Dream          | NCT Dream          | QQ Music Most Popular K-Pop Artist Award | Номінація          | [ 160 ] [ 161 ] [ 162 ] |
| Soribada Best K-Music Awards |                    |                    |                                          |                    |                         |
| 2017                         | NCT 127            | NCT 127            | New Hallyu Best Performance (Boy Group)  | Перемога           | [ 163 ]                 |
| 2018                         | NCT 127            | NCT 127            | Bonsang Award                            | Перемога           | [ 164 ]                 |
| 2018                         | NCT 127            | NCT 127            | Popularity Award (Male)                  | Номінація          |                         |
| 2018                         | NCT 127            | NCT 127            | Global Fandom Award                      | Номінація          |                         |
| 2019                         | NCT 127            | NCT 127            | Bonsang Award                            | Перемога           | [ 165 ]                 |
| 2019                         | NCT 127            | NCT 127            | Social Artist Award                      | Перемога           | [ 165 ]                 |
| 2020                         | NCT 127            | NCT 127            | Bonsang Award                            | Номінація          | [ 166 ]                 |
| 2020                         | NCT Dream          | NCT Dream          | Bonsang Award                            | Перемога           | [ 167 ]                 |
| Korea Popular Music Awards   |                    |                    |                                          |                    |                         |
| 2018                         | NCT 127            | NCT 127            | Bonsang Award                            | Перемога           |                         |
| Korean Music Awards          |                    |                    |                                          |                    |                         |
| 2018                         | NCT 127            | «Cherry Bomb»      | Best Pop Song                            | Номінація          | [ 150 ]                 |
| Melon Music Awards           |                    |                    |                                          |                    |                         |
| 2016                         | NCT 127            | NCT 127            | Best New Artist                          | Номінація          |                         |
| Mnet Asian Music Awards      |                    |                    |                                          |                    |                         |
| 2016                         | NCT 127            | NCT 127            | Best New Artist (Male Group)             | Перемога           | [ 152 ]                 |
| 2017                         | NCT 127            | «Cherry Bomb»      | Best Dance Performance — Male Group      | Номінація          | [ 153 ]                 |
| 2017                         | NCT 127            | NCT 127            | New Asian Artist                         | Перемога           | [ 154 ]                 |
| 2018                         | NCT 127            | NCT 127            | Best Male Group                          | Номінація          |                         |
| 2018                         | NCT 127            | NCT 127            | Worldwide Fans' Choice Top 10            | Перемога           |                         |
| 2018                         | NCT 127            | NCT 127            | Worldwide Icon of the Year               | Номінація          |                         |
| 2018                         | NCT 127            | NCT 127            | Artist of the Year                       | Номінація          |                         |
| 2019                         | NCT 127            | NCT 127            | Best Male Group                          | Номінація          | [ 155 ]                 |
| 2019                         | NCT 127            | NCT 127            | Artist of the Year                       | Номінація          | [ 155 ]                 |
| 2019                         | NCT 127            | NCT 127            | Worldwide Fans' Choice Top 10            | Номінація          | [ 155 ]                 |
| Seoul Music Awards           |                    |                    |                                          |                    |                         |
| 2017                         | NCT 127            | NCT 127            | New Artist of the Year                   | Перемога           | [ 157 ]                 |
| 2018                         | NCT 127            | NCT 127            | Bonsang Award                            | Номінація          | [ 158 ]                 |
| 2018                         | NCT 127            | NCT 127            | Popularity Award                         | Номінація          | [ 158 ]                 |
| 2018                         | NCT 127            | NCT 127            | Hallyu Special Award                     | Номінація          | [ 158 ]                 |
| 2018                         | NCT 127            | NCT 127            | TikTok Dance Performance Award           | Перемога           | [ 159 ]                 |
| 2019                         | NCT 127            | NCT 127            | Daesang Award                            | Номінація          |                         |
| 2019                         | NCT 127            | NCT 127            | Bonsang Award                            | Перемога           |                         |
| 2019                         | NCT 127            | NCT 127            | Popularity Award                         | Номінація          |                         |
| 2019                         | NCT 127            | NCT 127            | Hallyu Special Award                     | Номінація          |                         |
| 2020                         | NCT 127            | NCT 127            | Bonsang Award                            | Номінація          | [ 160 ] [ 161 ] [ 162 ] |
| 2020                         | NCT 127            | NCT 127            | Hallyu Special Award                     | Номінація          | [ 160 ] [ 161 ] [ 162 ] |
| 2020                         | NCT 127            | NCT 127            | Popularity Award                         | Номінація          | [ 160 ] [ 161 ] [ 162 ] |
| 2020                         | NCT 127            | NCT 127            | QQ Music Most Popular K-Pop Artist Award | Номінація          | [ 160 ] [ 161 ] [ 162 ] |
| 2020                         | NCT Dream          | NCT Dream          | Daesang Award                            | Номінація          | [ 160 ] [ 161 ] [ 162 ] |
| 2020                         | NCT Dream          | NCT Dream          | Bonsang Award                            | Перемога           | [ 160 ] [ 161 ] [ 162 ] |
| 2020                         | NCT Dream          | NCT Dream          | Hallyu Special Award                     | Номінація          | [ 160 ] [ 161 ] [ 162 ] |
| 2020                         | NCT Dream          | NCT Dream          | Popularity Award                         | Номінація          | [ 160 ] [ 161 ] [ 162 ] |
| 2020                         | NCT Dream          | NCT Dream          | QQ Music Most Popular K-Pop Artist Award | Номінація          | [ 160 ] [ 161 ] [ 162 ] |
| Soribada Best K-Music Awards |                    |                    |                                          |                    |                         |
| 2017                         | NCT 127            | NCT 127            | New Hallyu Best Performance (Boy Group)  | Перемога           | [ 163 ]                 |
| 2018                         | NCT 127            | NCT 127            | Bonsang Award                            | Перемога           | [ 164 ]                 |
| 2018                         | NCT 127            | NCT 127            | Popularity Award (Male)                  | Номінація          |                         |
| 2018                         | NCT 127            | NCT 127            | Global Fandom Award                      | Номінація          |                         |
| 2019                         | NCT 127            | NCT 127            | Bonsang Award                            | Перемога           | [ 165 ]                 |
| 2019                         | NCT 127            | NCT 127            | Social Artist Award                      | Перемога           | [ 165 ]                 |
| 2020                         | NCT 127            | NCT 127            | Bonsang Award                            | Номінація          | [ 166 ]                 |
| 2020                         | NCT Dream          | NCT Dream          | Bonsang Award                            | Перемога           | [ 167 ]                 |
| APAN Music Awards            |                    |                    |                                          |                    |                         |
| 2020                         | NCT                | NCT                | Top 10 Artists                           | Перемога           | [ 168 ]                 |
| 2020                         | NCT U              | NCT U              | Best Icon Award                          | Перемога           | [ 168 ]                 |

### Міжнародні
| Рік                   | Отримувач        | Номінант         | Номінація                   | Результат        | Прим.            |
| BreakTudo Awards      | BreakTudo Awards | BreakTudo Awards | BreakTudo Awards            | BreakTudo Awards | BreakTudo Awards |
| --------------------- | ---------------- | ---------------- | --------------------------- | ---------------- | ---------------- |
| 2018                  | NCT              | NCT              | Favorite K-pop Group        | Номінація        | [ 169 ]          |
| 2019                  | NCT 127          | NCT 127          | K-pop Male Group            | Номінація        | [ 170 ]          |
| MTV Video Music Award |                  |                  |                             |                  |                  |
| 2019                  | NCT 127          | «Regular»        | Best K-pop                  | Номінація        | [ 171 ]          |
| Teen Choice Awards    |                  |                  |                             |                  |                  |
| 2018                  | NCT              | NCT              | Choice Next Big Thing       | Номінація        | [ 172 ]          |
| 2019                  | NCT 127          | NCT 127          | Choice International Artist | Номінація        | [ 173 ]          |
| V Chart Awards        |                  |                  |                             |                  |                  |
| 2017                  | NCT 127          | NCT 127          | Best Rookie Of The Year     | Перемога         | [ 174 ]          |
| 2017                  | NCT 127          | NCT 127          | Hallyu Rookie Award         | Перемога         | [ 174 ]          |
| 2017                  | NCT Dream        | NCT Dream        | Top Promising Group         | Перемога         | [ 174 ]          |

### Інші нагороди
| Рік  | Отримувач | Нагорода                                 | Категорія                                                               | Результат | Прим.           |
| ---- | --------- | ---------------------------------------- | ----------------------------------------------------------------------- | --------- | --------------- |
| 2016 | NCT U     | Simply K-Pop Awards                      | Best Rising Star (Boy Group)                                            | Перемога  | [ 175 ]         |
| 2016 | NCT U     | Asia Model Awards                        | New Star Award                                                          | Перемога  | [ 176 ]         |
| 2017 | NCT Dream | First Brand Awards                       | Chinese Special Prize                                                   | Перемога  | [ 177 ]         |
| 2017 | NCT 127   | V Live Awards                            | Global Rookie Top 5                                                     | Перемога  | [ 178 ]         |
| 2017 | NCT 127   | 23rd Korean Entertainment Arts Awards    | Newcomer Award                                                          | Перемога  | [ 179 ]         |
| 2017 | NCT       | 10th Anniversary KMF 2017                | Best Rookie Award                                                       | Перемога  | [ 180 ]         |
| 2017 | NCT 127   | 25th Korean Culture Entertainment Awards | K-POP Artist Award                                                      | Перемога  | [ 181 ]         |
| 2018 | NCT 127   | 2017 Fandom School Awards                | Best Male Group                                                         | Перемога  | [ 182 ]         |
| 2018 | NCT 127   | 24th Korean Entertainment Arts Awards    | Group Singer Award (Male)                                               | Перемога  |                 |
| 2018 | NCT 127   | 2018 Korea China Management Awards       | Asia Rising Star Award                                                  | Перемога  | [ 183 ]         |
| 2019 | NCT       | V Live Awards                            | Top 10 Artist                                                           | Номінація | [ 184 ]         |
| 2019 | NCT       | V Live Awards                            | Best Channel — 1 million followers                                      | Номінація | [ 185 ]         |
| 2019 | NCT       | V Live Awards                            | Global Artist Top 12                                                    | Перемога  | [ 186 ]         |
| 2019 | NCT Dream | 25th Korean Entertainment Arts Awards    | Group Daesang (Grand Prize) — Boy Group                                 | Перемога  |                 |
| 2019 | NCT       | 14th Annual Soompi Awards                | Breakout Artist                                                         | Перемога  | [ 187 ] [ 188 ] |
| 2019 | NCT       | 14th Annual Soompi Awards                | Twitter Rising Fandom                                                   | Перемога  | [ 187 ] [ 188 ] |
| 2019 | NCT 127   | 4th Indonesian Television Awards         | Special Award — Person of the Year                                      | Перемога  | [ 189 ]         |
| 2020 | NCT 127   | 2020 Newsis K-EXPO Camp in Concert       | National Assembly Culture, Sports, and Tourism Committee Chairman Award | Перемога  | [ 190 ]         |
| 2020 | NCT 127   | 4th Ten Asia Global Top Ten Awards       | Popularity Awards (Vietnam)                                             | Перемога  | [ 191 ] [ 192 ] |
| 2020 | NCT 127   | 4th Ten Asia Global Top Ten Awards       | Best Global Artist in the First Half of 2020                            | Перемога  | [ 193 ]         |

### Державні нагороди
| Рік  | Країна         | Отримувач | Нагорода                                             | Прим.   |
| ---- | -------------- | --------- | ---------------------------------------------------- | ------- |
| 2019 | Південна Корея | NCT 127   | Minister of Culture, Sports and Tourism Commendation | [ 194 ] |